# 小湊美和
小湊 美和（こみなと みわ、1977年2月15日 - ）は、日本の歌手。福島県須賀川市出身。

## 略歴
- 民謡小湊流家元の長女で、3歳で初舞台を踏む。以後、各地の民謡コンクールでの優勝実績をもつ[1]。
- 1998年にテレビ東京のテレビ番組『ASAYAN』内で行われた「つんくプロデュース芸能人新ユニットオーディション」に応募し、つんく♂プロデュースのユニット「太陽とシスコムーン」の一員に選ばれた。1999年4月の同グループのデビュー曲『月と太陽』でオリコンチャート4位を獲得した[1]。
- 1999年10月、6thシングル『丸い太陽-winter ver.-』のレコーディング時に離脱するが、翌年発売の7thシングル『DON'T STOP 恋愛中』で復帰[2]。なお同時にグループ名を「T&Cボンバー」に改名している。
- 2000年の「T&Cボンバー」の解散後、ソロ活動を開始。
- 2001年から2002年にかけて、NHK総合『どんとこい民謡』にレギュラー出演した。
- 2003年には実弟で尺八演奏者の小湊昭尚との音楽ユニット「priest」を結成。民謡とポピュラー音楽をコラボレーションした新しいジャンルの音楽活動を繰り広げている[3]。
- 2012年、Linked Horizonのサポートメンバーの一人としてボーカル参加したほか、同年11月25日に横浜アリーナで開催されたコンサートにも出演[4]。その後もLinked Horizonのトーク＆ミニライブイベントにゲストとして出演している。2018年1月13日の『進撃の軌跡』ツアー凱旋公演 横浜アリーナ公演にも参加。
- 2015年、出身地である福島県須賀川市の観光牡丹大使に就任[1]。
- 2018年4月、代々木アニメーション学院の「つんく♂プロフェッショナルイズム」の講師に就任[5]。
- 2021年、柏木ひなた（私立恵比寿中学）生誕ソロライブ『over the moon』にコーラスゲストとして参加[6]。
- 2024年、「太陽とシスコムーン」デビューから25周年を機にライブツアー大阪、名古屋、新宿、横浜で4days8公演＋両国2days4公演を行う。
- 2025年2月、「太陽とシスコムーン」生バンドライブ2公演をCOTTON CLUBにて行う。
- 2025年3月、「太陽とシスコムーン」デビュー25周年の集大成生バンドライブ2公演を新宿ReNYにて行う。

## 人物
- 歴代のハロー!プロジェクトメンバーの中で、加入当時に既婚者かつ、子持ちだったのは小湊が初めてである。当時2児の母親であった。
- 現在は3児の母親である（2男1女）[7]。
- 1994年、17歳の時に結婚した男性とは、2000年に離婚。2003年、9歳年上の映像関係に携わる男性と再婚[4]。
- あだ名（愛称）「コミ」。下の名前で呼ばれるのが好きではないという理由から苗字の小湊からコミ（komi）と呼ばれている。
- 1999年10月、6thシングル『丸い太陽-winter ver.-』のレコーディング時につんくの意向でおよそ2か月間グループから離れる。そのため同年の第41回日本レコード大賞新人賞にノミネートされていたが、ステージに立てなかった[4]。
  - この一時離脱のエピソードを『明石家サンタの史上最大のクリスマスプレゼントショー』（フジテレビ系）で打ち明け合格。デジタルカメラとカラープリンターを獲得している。
- 元私立恵比寿中学の柏木ひなたやモーニング娘。の小田さくらなどが小湊のファンを公言している。

## 出演

### テレビ
- どんとこい民謡（2001年 - 2002年、NHK総合） - 峰竜太と一緒に司会

### 舞台
- 水木英昭プロデュース vol.28 20周年記念公演「虹色唱歌」（2024年10月18日- 22日、紀伊國屋ホール / 11月3日・4日、近鉄アート館）[8]

## 参加CD
- Linked Horizon『ルクセンダルク大紀行』
  - 「Theme of the Linked Horizon」「ルクセンダルク紀行」「雛鳥 [Vocalized Version]」のボーカルを担当